# Талалай Леонід Миколайович
Леоні́д Микола́йович Талала́й (11 листопада 1941, Харківська область—19 червня 2012) — український поет, член Національної спілки письменників України (від 1967).

## Життєпис
Леонід Талалай по факту народився 11.11.1940 р. в селянській сім'ї в селі Савинці Балаклійського району Харківської області, але сильно хворів, тому батьки по закінченню війни у свідоцтві про народження поставили дату народження 11.11.1941 р.
1956 р. разом із батьками переїхав до Горлівки.
1958-го закінчив школу робітничої молоді. Працював теслею та муляром. Служив в ракетних військах в Білорусі та Казахстані.
1965 р. вступив до Літературного інституту ім. Горького в Москві, в 1967 перевівся на Вищі літературні курси (ВЛК), які закінчив у 1969 р. і повернувся в Горлівку.
1970 р. одружився і переїхав жити в Донецьк, де керував молодіжною літературною студією.
1977 р. переїхав з Донецька до Києва.
1986 р. — отримав премію ім. В. Сосюри.
1993 р. став лауреатом Національної премії ім. Тараса
Шевченка.
2008 р. — лауреатом літературно-мистецької премії «Київ» ім. Євгена Плужника.
2012 р. — лауреатом літературної премії «Князь роси» імені Тараса Мельничука.
Помер 19 червня 2012 р. Похований на Байковому цвинтарі.
Питаннями творчості поета займаються С. Негодяєва, І. Прокоф'єв, І. Базилевський.

## Родина
Перша дружина Леоніда Талалая — Раїса Харитонова (нар. 1951), письменниця, яка написала і видала книжку про Л. Талалая «Я вийшла заміж за поета» (2014 р. «Фенікс»). Мають доньку Соломію.
Друга дружина — поетеса Тетяна Винник (нар. 1984). Мають сина Богдана Талалая. 

## Збірки поезій
- Журавлиний леміш (Донецьк, 1967).
- Вітрила тривог (1969).
- Осінні гнізда (1971).
- Не зупиняйся, мить! (1974).
- Допоки твій час (1979).
- Високе багаття (1981).
- Вода у пригорщі (1981).
- Глибокий сад (1983).
- Наодинці зі світом (1986).
- Луна озвалась на ім'я (1988).
- Така пора (1989).
- Вибране (1991).
- Крилом по землі (1996. Самвидав).
- Потік води живої (1999).
- Вибране (2004).
- Неурахований час (2006)
- Безпритульна Течія (2011).

## Премії
- 1986 р. — Літературна премія імені Володимира Сосюри .
- 1993 р. — Національна премія імені Тараса Шевченка
- 2008 р. — Літературно-мистецька премія «Київ» ім. Євгена Плужника
- 2012 р. — Літературна премія «Князь роси» імені Тараса Мельничука .

## Творчі вечори
20.03.1987 р. — творчий вечір Леоніда Талалая в Будинку вчителя.
26.01.2002 р. — ювілейний вечір Леоніда Талалая в Будинку вчителя.
18 листопада 2011 року в музеї Тараса Шевченка відбувся творчій вечір, присвячений 70-річчю Леоніда Талалая, де відбулась презентація нової книжки «Безпритульна течія». Ця збірка відкрила серію «Третє тисячоліття: українська поезія». Усі юнацькі бібліотеки України отримали по два примірники цього видання.
11.11.2016 р. — посмертний вечір поета, присвячений його 75-літтю з дня народження. Музей літератури.